# لا آمیستاد
لا آمیستاد (به انگلیسی: La Amistad) یک کشتی است که طول آن ۱۲۰ فوت (۳۷ متر) می‌باشد. این کشتی در سال ۲۰۰۰ ساخته شد.